# غرفنبرويش
غرفنبرويش (بالألمانية: Grevenbroich) هي بلدة ألمانية تقع في ألمانيا في Rhein-Kreis Neuss.  يقدر عدد سكانها بـ 64,049 نسمة .

## المدن التوأمة
مدن آورباخ (فوكتلاند)، Kessel، Saint-Chamond و تسليي هي مدن توأمة لـغرفنبرويش.

## أعلام
- داريو شوماخر
- بيرجيت هاغن